# آلساندرو ماتری
آلساندرو ماتری (به ایتالیایی: Alessandro Matri) بازیکن بازنشسته فوتبال اهل ایتالیا است که در پست مهاجم بازی می‌کرد. 

## رده باشگاهی

### در آغاز کار
ماتری متولد سنت آنجلو لودیجونو، لومباردی، منطقه ای در ۳۰کیلومتری شهر میلان متولد شد و کار خود را در میلان آغاز کرد.‌ او اولین بازی خود را در ۲۴ مه ۲۰۰۳ در مقابل پیاچنزا به عنوان بازیکن فیکس آغاز کرد زیرا با توجه به بازی ۴ روز بعد میلان مقابل یوونتوس در فینال لیگ قهرمانان ۲۰۰۳، به اکثر بازیکنان اصلی استراحت داده شده بود. در آن بازی ماتری زوج میشل پیکولو در خط حمله میلان بودند و در دقیقه ۷۱، روبرتو بورتولوتو جایگزین او شد. در فصل بعد، ماتری کل سال را به بازی در تیم پریماورا(زیر ۲۰سال) میلان گذراند و از حضور در تیم بزرگسالان باز ماند. در فصول ۲۰۰۴-۲۰۰۵ و ۲۰۰۵-۲۰۰۶، او به شکل قرضی به ترتیب به تیم های پراتو و لومتزانه پیوست و در مجموع ۶۴ بازی در سری C1 انجام داد.

#### ریمینی(قرضی)
در فصل ۲۰۰۶-۲۰۰۷، ماتری به تیم ریمینی از سری ‌‌B قرض داده شد. در آنجا او با آدرین ریچیتی، یدا و داویده موسکاردلی با تجربه هم تیمی شد، که همه آنها بعدا در سری آ بازی کردند؛ بنابراین گاهی اوقات نیمکت نشین می شد. ماتری در مدت اقامت خود در ریمینی، ۴گل در سری ‌‌B به ثمر رساند که همه آنها بین مارس و آوریل ۲۰۰۷ بودند: دو گل در برابر برشا، یک گل به ترویسو و یک گل نیز در دربی خانگی مقابل چزنا به ثمر رساند. او همچنین در کوپا ایتالیا فصل ۲۰۰۶-۲۰۰۷ نیز یک گل به ثمر رساند.

### کالیاری
در ژوئن ۲۰۰۷، به عنوان بخشی از قرارداد دیوید سوازو به همراه ۲میلیون یورو به کالیاری پیوست(سوازو در نهایت به اینترمیلان پیوست). زوج ماتری در کالیاری روبرت آکوافرسکایی بود که اینترمیلان او را به عنوان بخشی از قرارداد سوازو، به کالیاری فرستاده بود. این زوج ۱۶ گل برای کالیاری به ثمر رساندند، بالاتر از دو هافبک دیگر تیم، پاسکال فوجیا و دنیله کونتی، که هردو ۵گل به ثمر رساندند. یدا و خواکین لاریوی، جایگزین آنها، به ترتیب ۳گل و ۱گل به ثمر رساندند. در ژوئن ۲۰۰۸، کالیاری با پرداخت ۲میلیون یورو به میلان، قرارداد ماتری را دائمی کرد.
در فصل بعد، ماتری تبدیل به انتخاب سوم مربی در پست مهاجم شد، زیرا آکوافرسکا و یدا در فرم بهتری نسبت به او قرار داشتند. با این حال، او در ۳۱ بازی ۶گل به ثمر رساند، که تنها در ۱۱ تای آنها بازیکن فیکس بود.
پس از انتقال آکوافرسکا به جنوا، یدا تبدیل به زوج اصلی ماتری تبدیل شد و خرید جدید تیم، نه نه، معمولا به عنوان بازیکن جایگزین آنها به خدمت گرفته می شد. ماتری با به ثمر رساندن ۱۲ گل در لیگ، بالاتر از نه نه ۷گله و یدا ۶گله، تبدیل به بهترین گلزن تیم شد. در فصل ۲۰۱۰-۲۰۱۱، آکوافرسکا با پیوستن به کالیاری، دوباره تبدیل به زوج ثابت ماتری شد. ماتری، آکوافرسکا و نه نه به ترتیب ۱۱گل در ۲۲بازی، ۳گل در ۲۱بازی و ۴گل در ۲۰بازی در لیگ به ثمر رساندند. 

### یوونتوس
در ۳۱ ژانویه ۲۰۱۱ و در آخرین ساعات پنجره زمستانی، ماتری با قراردادی قرضی تا پایان فصل به یوونتوس پیوست. لورنزو آریائودو به عنوان بخشی از قرارداد ماتری، به کالیاری واگذار شد. یوونتوس همچنین می توانست با ۱۵.۵میلیون یورو دیگر قرارداد ماتری را دائمی کند که در نهایت این انتقال برای آنها ۱۸میلیون یورو هزینه داشت. خرید ماتری توسط یوونتوس ناشی از عدم وجود مهاجم ذخیره در تیم پس از مصدومیت فابیو کوالیارلا و قرض آمائوری به پارما بود. 
- فهرست بازیکنان تیم ملی فوتبال ایتالیا